# سگ سیاه (فیلم)
سگ سیاه (به انگلیسی: Black Dog) فیلمی محصول سال ۱۹۹۸ و به کارگردانی کوین هوکس است. در این فیلم بازیگرانی همچون پاتریک سوویزی، رندی تراویز، میت لوف، استیون توبولوسکی، چارلز اس. داتون، گابریل کاسیوس، برندا استرانگ، راستی دیویس، لورین توسان ایفای نقش کرده‌اند.